# M/Y Linnette
M/Y Linnette är en svensk motorbåt, som byggdes 1907 av Yachtwerft Claus Engelbrecht i Zeuthen utanför Berlin i Tyskland. Hon ritades av den tyske båtkonstruktören och båtbyggaren Claus Engelbrecht. Hon kom till Sverige 1922.